# Herman A. Metz

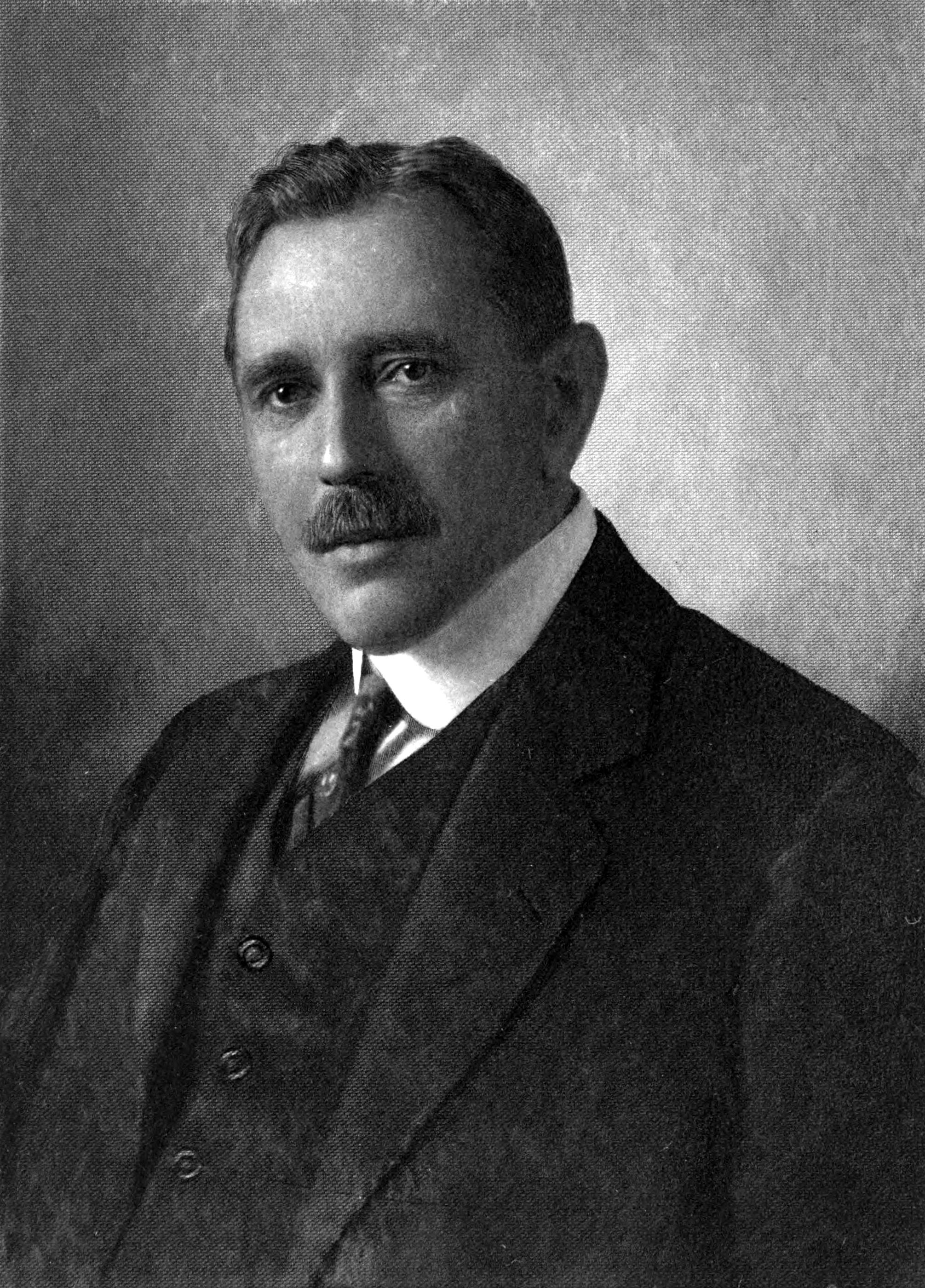
1904 Herman A. Metz

Herman August Metz (* 19. Oktober 1867 in New York City; † 17. Mai 1934 in New Rochelle, New York) war ein US-amerikanischer Geschäftsmann und Politiker. Zwischen 1913 und 1915 vertrat er den Bundesstaat New York im US-Repräsentantenhaus.

## Werdegang
Herman August Metz wurde ungefähr zwei Jahre nach dem Ende des Bürgerkrieges in New York City geboren und wuchs dort auf. In dieser Zeit besuchte er öffentliche und Privatschulen. Er war Hersteller und Importeur von Farbstoffen, Chemikalien und Pharmazeutika. Metz saß im Bildungsausschuss von Brooklyn und New York City. Zwischen 1906 und 1910 war er als New York City Comptroller tätig. Gouverneur Charles Evans Hughes berief ihn in die Kommission, die in den Jahren 1907 und 1908 die New York City Charta verfasste. 1922 berief ihn Gouverneur Nathan Lewis Miller in die gleiche Kommission. Metz war Kommissar im New York Board of Charities. Er wurde 1912 von Kings County für den Posten des Gouverneurs von New York nominiert, verzichtete allerdings zugunsten von William Sulzer nach dem zweiten Wahlgang (ballot). Metz diente in der Nationalgarde von New York, wo er im Laufe der Zeit vom First Lieutenant zum Brigadegeneral der 14. Infanterie aufstieg. Am 10. Februar 1916 heiratete er seine zweite Ehefrau Alice M. Van Ronk, Tochter von Cornelius Van Ronk aus New York. Politisch gehörte er der Demokratischen Partei an.
Bei den Kongresswahlen des Jahres 1912 für den 63. Kongress wurde er im zehnten Wahlbezirk von New York in das US-Repräsentantenhaus in Washington, D.C. gewählt, wo er am 4. März 1913 die Nachfolge von William Sulzer antrat. Da er auf eine erneute Kandidatur im Jahr 1914 verzichtete, schied er nach dem 3. März 1915 aus dem Kongress aus.
Nach seiner Kongresszeit ging er seinen früheren Geschäftsaktivitäten nach. Er nahm als Delegierter in den Jahren 1904, 1908 und 1920 an den Democratic National Conventions teil. Während des Ersten Weltkrieges war er Ordnance Officer mit dem Dienstgrad eines Lieutenant Colonels in der 27. Division. Danach diente er als Colonel im Ordnance Department des Officers’ Reserve Corps. 1922 kandidierte er erfolglos für den 68. Kongress. Er verstarb am 17. Mai 1934 in einem Krankenhaus in New Rochelle und wurde dann auf dem Kensico Cemetery in Westchester beigesetzt.